# Sicherheitskoeffizient (Betriebswirtschaft)
Als Sicherheitskoeffizient (englisch margin of safety percentage) werden zwei verschiedene betriebswirtschaftliche Kennzahlen bezeichnet, die sich entweder auf den Lagerbestand oder auf die Gewinnschwelle beziehen. 

## Lagerbestand
Der Sicherheitsbestand des Lagerbestands {\displaystyle SB} wird durch einen Sicherheitskoeffizienten {\displaystyle SK} festgelegt, wobei der durchschnittliche Lagerbestand {\displaystyle \varnothing LB} gegenübergestellt wird:
{\displaystyle SK={\frac {SB}{\varnothing LB}}\cdot 100}.
Wird der Sicherheitsbestand beispielsweise mit 6400 Stück des durchschnittlichen Lagerbestands von 8000 Stück festgelegt, so beträgt der Sicherheitskoeffizient 80 %. Damit ist das Lagerrisiko, dass kurzfristig wegen verstärkten Vertriebs kein Lagerbestand mehr vorhanden ist, relativ gering.

## Gewinnschwelle
Um zu erkennen, wie ein Unternehmen gegen einen Rückgang der Umsatzerlöse oder des Absatzvolumens abgesichert ist, wird ein Sicherheitsabstand (oder Sicherheitskoeffizient {\displaystyle SK}) ermittelt. Dieser gibt an, wie viel Prozent der aktuelle Umsatzerlös {\displaystyle U} zurückgehen darf, bevor die Gewinnschwelle (Break-even-Umsatz) {\displaystyle X_{B}} erreicht wird:
{\displaystyle SK={\frac {U-X_{B}}{U}}\cdot 100}.
Liegt der Umsatz beispielsweise bei 1500 Stück und der Break-even-Umsatz bei 500 Stück, so darf die Absatzmenge um 67 % zurückgehen, bevor die Gewinnschwelle erreicht wird.

## Operating leverage
Mit dem Gewinnhebel (englisch operating leverage; {\displaystyle OL}) soll die Variabilität des Gewinns in Dependenz von einer Umsatzänderung unter starker Berücksichtigung der Fixkosten gemessen werden. Er stellt die relative Gewinnänderung {\displaystyle \Delta G} im Verhältnis zur relativen Umsatzänderung {\displaystyle \Delta U}dar:
{\displaystyle OL={\frac {\Delta G}{\Delta U}}},
wobei der operating leverage wirtschaftlich der Kehrwert des Sicherheitskoeffizienten (Gewinnschwelle) ist. 

## Wirtschaftliche Aspekte
Innerhalb der Materialwirtschaft und Logistik führt der Sicherheitsbestand beim Lager zu einem Zielkonflikt, weil einerseits die Lieferbereitschaft aufrechterhalten werden muss, andererseits aber zu hohe Lagerbestände über die Anschaffungs- und Lagerkosten die Kapitalbindung verschlechtern.
Je größer der Sicherheitskoeffizient im Zusammenhang mit der Gewinnschwelle ist, umso besser ist ein Unternehmen gegen eine Verlustgefahr gesichert.